# 日本の妖怪街おこし
日本の妖怪幽霊町（Japanese haunted towns）での街おこしは、幽霊や妖怪が生息する町であるとして、京都の妖怪ストリート（正式には「一条通」の「大将軍商店街」）、 滋賀県の「八日市は妖怪地」などで行われている日本各地の取り組み。
例として以下のようなものがある。 
- 滋賀県八日市 「八日市は妖怪地」
- 京都府京都市 「妖怪ストリート」
- 兵庫県福崎町 「福崎町の妖怪たち」[1]
- 鳥取県境港市 「水木しげるロード」
- 徳島県三好市 「おぼけようかい村」

## おぼけようかい村
徳島県三好市山城町のおぼけようかい村は妖怪文化を発展させたものである。1950年代には約15,000人が居住者がいたが、伝説によると妖怪が村に住みついており、妖怪の目撃と妖怪に関連した現象に関する報告が人口の大量流出をもたらした、というもの。2013年、この村の人口は4,000人ほどである。
村は子泣き爺の生家であると言われており 、多くの妖怪伝説の源となっていた。日本のポップカルチャーの利益を享受し、仲間の妖怪の住人を尊重する印として、この村は妖怪の像を建て、毎年様々な妖怪行事を開催している。 

### 経緯
1998年には、地元の人々は村内を調査し始め、子泣き爺の発祥の地として、その伝説を見出した。 2001年に子泣き爺の像を掲げ妖怪祭りを開始。2010年には、この村の休憩所は妖怪屋敷にリメイクされ、妖怪の多くの彫像がそこに建立された。

### イベントと建物
この村では多くのイベントが開催され、関連する建造物も築造されている。最大のイベントは、毎年11月に開催される妖怪祭りで妖怪ナイトウォーク、変装コンテスト、ポスター展、ガイド付きツアーも開催。また、道の駅として妖怪邸があり、そこに妖怪についての伝説が展示される。 

### 妖怪についての話
御坊会では妖怪の話が代々伝えられてきた。 子泣き爺、一つ目入道、天狗、河童など、150以上の物語があるとされる。様々な危険防止の目的で、古代の人々は妖怪の物語で子供たちを怖がらせていたようである。 

## 水木しげるロード・境港
水木しげるロードは鳥取県境港市にある妖怪の像が多数ある通りである。境港は漫画『ゲゲゲの鬼太郎』の作者である水木しげるの出身地であり、水木しげるロードには妖怪の像や妖怪に関連する施設が多数存在する。 

### 観光スポット
水木しげるロードには、妖怪の像、記念館、神社、お店が多く設けられている。ロードが最初に作られた際には、妖怪の23体の彫像があったが、2014年までに数は153体に増加した。水木しげる記念館は描いた漫画の展示、彼の旅行の写真、彼の歴史の説明および妖怪についての多くの記事を掲載したものを貯蔵展示する記念館。街中にある妖怪神社は妖怪を収容するために設立された神社で、神社の紋章は漢字の「怪」を象徴している。

### 経緯
水木しげるロードのある境港は水産業で栄えたが、町の文化発展のため1993年に造られた。2000年に妖怪神社が創設され、2003年に水木しげる記念館が設立。2008年には1000万人以上の人々がこの道を訪れた。

### イベント
イベントには妖怪散歩などがある。もう一つのイベントは、参加者が下駄を積みあげる数を競うゲゲゲ下駄積み大会である。上位入賞者には賞が与えられる。

## 妖怪ストリート・京都
京都市の妖怪ストリートには、可愛くてユーモラスな妖怪がたくさんいる。これは都市開発プロジェクトで、 たくさんの妖怪人形が店頭に飾られている。 イベント開催時は、多くの人々でにぎわう。 

### 経緯
大将軍商店街は2005年にこのプロジェクトを開始。このプロジェクトは、百鬼夜行に由来する。百鬼夜行は、捨てられた古い道具から妖怪が出没してパレードを行うもの。平安時代 、人々は道具には魂が宿っている、人々が長く使用した道具には付喪神 がいると信じ、こうした考え方が、道具を長い間使うことの大切さを物語っていると言われている。これらの妖怪は一条通りによく現れる。現在一条通り沿いの大将軍商店街には、小さな「妖怪会館」があり、館内には百家屋や妖怪の解説などが展示されている。 

### 妖怪像と妖怪料理
妖怪ストリートはふだんは静かであるが、常に多くの妖怪を歓迎している。店の前には様々な店の「手作り」の妖怪が置かれており、パン屋の前には「パンの老人」がいたり、着物店の前の化け猫は着物に身を包んでいる。ご当地料理のひとつに、ラーメンスープ「妖怪ラーメン」がある。これは黒と赤の粉末で、これを販売するレストランの前には片目のゴブリンがおかれている。ここで提供される他の食べ物は妖怪コロッケなど。色は黒で、内側は緑色。これらの食品は、その奇妙な外観にもかかわらず人気がある。

### イベント
妖怪ストリートのある大将軍庁舎神社では、妖怪フリーマーケットが年に数回開催されている。この市場は比較的注目されており、毎回妖怪関連商品を売買する人々であふれている。もう一つのイベントは「一条百貨館」で、夜に妖怪の衣装を着て一条通りをゾロあるく人々が集まる衣装パレードである。

## 八日市・滋賀県
滋賀県の八日市は、妖怪を宣伝することで繁栄している。地元の「ほない会」は、妖怪関連のイベントを通じて地域の歴史を取り戻そうとする試みである。 

### 経緯
滋賀市の八日市は、現在の滋賀県の東近江市であり、飛鳥時代に聖徳太子によって命名された。八日市という名前は、飛鳥時代の8日（8日、18日、28日）を含む日に開かれた市場に由来。八日市市はマーケットタウンとして栄え、2005年には他の4つの町と合併して東近江市が誕生。

### 開発
1999年から八日市市が妖怪文化の発展に務め、2002年には「ほない会」が初めて不思議な妖怪の居場所がわかる地図を作製。 2007年には、12人の神社や神殿を紹介する「 聖徳太子シリーズ」と呼ばれる地図を制作。タヌキ、キツネ、そして長鼻ゴブリンの伝説に関連する7つの地図が作成された。会ではGao、いたずらっ子を食べるゴーストに特に焦点を当てている。ほない会のメンバーは2月3日にGaoに変装して子供たちを訪問する。

### 祭り
妖怪や八日市の歴史に関する祭りがある。「八日市は妖怪地」は、歴史の情報を伝え、 妖怪文化を発展させるために、「ほかい会」を中心に開催。 幽霊とお化け屋敷とのパレードが開催される。 
「八日市食徳まつり」は、夜にマーケットが開かれ、人々が踊りを楽しむ祭りである。